# Gare de Feuquerolles
La gare de Feuquerolles est une gare ferroviaire française fermée de la ligne d'Abbeville à Eu, située sur le territoire de la commune de Feuquières-en-Vimeu, dans le département de la Somme, en région Hauts-de-France.
C'était une halte ferroviaire de la Société nationale des chemins de fer français (SNCF), desservie par des trains TER Hauts-de-France jusqu'à la fermeture de la ligne en 2018.

## Situation ferroviaire
Établie à 100 mètres d'altitude, la gare de Feuquerolles est située au point kilométrique (PK) 195,620 de la ligne d'Abbeville à Eu (fermée), entre les gares fermées de Chépy - Valines et de Feuquières - Fressenneville.

## Histoire
La ligne d'Abbeville à Eu est mise en service le 4 décembre 1882.
En mai 1930, Feuquerolles est un point d'arrêt facultatif, notamment desservi par le train no 1775 qui part de la gare d'Abbeville à 17 h 32.
En 2007, la moyenne annuelle d'utilisation de la gare est de moins de 5 voyageurs par jour.
En 2008, des travaux de rénovations sont effectués dans le cadre d'un « chantier d'insertion » initié par la SNCF.
En 2009, la fréquentation de la gare était de 3 voyageurs par jour.
En mai 2018, la ligne est fermée ; le trafic ferroviaire est remplacé par une substitution routière.